# Unité urbaine de Villefranche-de-Lauragais
L'unité urbaine de Villefranche-de-Lauragais est une unité urbaine française centrée sur la ville de Villefranche-de-Lauragais, département de la Haute-Garonne.

## Données globales
En 2010, selon l'Insee, l'unité urbaine de Villefranche-de-Lauragais est composée de deux communes, toutes situées dans l'arrondissement de Toulouse, subdivision administrative du département de la Haute-Garonne.
L'unité urbaine de Villefranche-de-Lauragais appartient à l'aire urbaine de Toulouse.

## Délimitation de l'unité urbaine de 2020
En 2020, l'Insee a procédé à une révision des délimitations des unités urbaines  de la France; celle de Villefranche-de-Lauragais est toujours composée de deux communes.

### Communes
Liste des communes appartenant à l'unité urbaine de Villefranche-de-Lauragais selon la nouvelle délimitation de 2020 et sa population municipale (liste établie par ordre alphabétique) :
| Nom                       | Code Insee | Département   | Statut       | Superficie (km2) | Population (dernière pop. légale) | Densité (hab./km2) | Modifier                                    |
| ------------------------- | ---------- | ------------- | ------------ | ---------------- | --------------------------------- | ------------------ | ------------------------------------------- |
| Renneville                | 31450      | Haute-Garonne | banlieue     | 8,42             | 539 (2022)                        | 64                 | modifier les données · modifier les données |
| Villefranche-de-Lauragais | 31582      | Haute-Garonne | ville-centre | 10,35            | 5 054 (2022)                      | 488                | modifier les données · modifier les données |

## Évolution démographique
L'évolution démographique ci-dessous concerne l'unité urbaine selon le périmètre défini en 2020.
| 1968  | 1975  | 1982  | 1990  | 1999  | 2007  | 2012  | 2014  | 2015  |
| ----- | ----- | ----- | ----- | ----- | ----- | ----- | ----- | ----- |
| 2 986 | 3 170 | 3 389 | 3 650 | 3 672 | 4 394 | 4 708 | 4 797 | 4 885 |

| 2016  | 2017  | 2019  | 2020  | 2021  | 2022  | - | - | - |
| ----- | ----- | ----- | ----- | ----- | ----- | - | - | - |
| 4 928 | 5 069 | 5 351 | 5 391 | 5 533 | 5 593 | - | - | - |